# تاريخ العلم (كتاب)
العلم: تاريخ 1543 - 2001 (بالإنجليزية: Science: A History 1543-2001)‏ كتاب صدر لجون غريبين عام 2003. أصدرت له سلسلة عالم المعرفة ترجمة في جزئين في عدديها 389 و 390 الصادرين في يوليو ويونيو 2012، من ترجمة شوقي جلال. يتناول الكتاب في جزئيه تاريخ تطور العلم وحياة العلماء في الغرب على مدى خمسة قرون منذ عام 1543 وحتى مطلع الألفية الثالثة، متناولاً الصراع بين التقاليد المجتمعية والنظرة الرافضة للتغيير والتجديد.

## فصول الكتاب
الكتاب الأول:من عصور الظلام
الفصل الأول:
رجال عصر النهضة
الفصل الثاني:
أخر الألغاز
الفصل الثالث:
العلماء الأوائل
الكتاب الثاني:الآباء المؤسسون
الفصل الرابع:
العلم يقف على قدمين
الفصل الخامس:
الثورة النيوتنية
الفصل السادس:
الآفاق تتسع
الكتاب الثالث:التنوير
الفصل السابع:
العلم المستنير
أ:طفرة الكيمياء
الفصل الثامن:
العلم المستنير
ب:التقدم على جميع الجبهات

## ملخص الكتاب
هذا الكتاب عبرة عن موسوعة موجزة من جزأين تحكي في تسلسل زمني بأسلوب روائي شائق، ولغة علمية دقيقة وسهلة، تاريخ تطور العلم و حياة العلماء في سياق العصر الحديث(الغرب) على مدى خمسة قرون من النشأة في الغرب وحتى العام 2001،مع فصل ختامي عن المستقبل.ويحكي الكتاب طبيعية الصراع الاجتماعي بين التقليد من حيث النظرة إلى العالم، والموقف الرافض لحق البحث وتغيير، وبين التجديد والإيمان بحق الإنسان في البحث العلمي والإبداع والتماس آفاق غير تقليدية للمعرفة، والتحرر من مشاعر الدونية وتبعية تجاه الاقدمين والجمود عند حدودهم، مع بيان كيف أن هذا التحرر كان، مثلما هو دائما، أساس التقدم وامتلاك الإنسان لمصيره بل والهيمنة على مقدارته. ويعرض كيف عانى دعاة التجديد من الاتهام بالكفر والزندقة.